# Deuxième circonscription législative de Lettonie

Carte de la circonscription

La Deuxième circonscription législative de Lettonie est une circonscription électorale lettone. Cette circonscription se compose de sept districts : Aluksnes, Cēsis, Gulbene, Limbažu, Madona, Valka, Valmiera.
Elle est représentée par 26 sièges à la Saeima.